# دیو کاتلر
دیوید کاتلر (به انگلیسی: David Cutler) یک مهندس نرم‌افزار آمریکایی، طراح و توسعه‌دهندهٔ چندین سیستم‌عامل شامل ویندوز NT در شرکت مایکروسافت‌ ، RSX-11، VAXELN و اوپن VMS در دیجیتال ایکویپ‌منت کورپوریشن است.

## ویندوز NT
کاتلر در اکتبر ۱۹۸۸ شرکت دیجیتال ایکویپ‌منت کورپوریشن را رها کرد تا به مایکروسافت ملحق شود، و در آنجا توسعه ویندوز NT را رهبری کرد.